# Хіс'я (нохія)
Хіс'я (араб. ناحية حسياء‎‎) — нохія у Сирії, що входить до складу району Хомс провінції Хомс. Адміністративний центр — м. Хіс'я.
| Сирія | Це незавершена стаття з географії Сирії. Ви можете допомогти проєкту, виправивши або дописавши її. |